# Società Sportiva Scafatese Calcio 2009-2010
Questa voce raccoglie le informazioni riguardanti   la Società Sportiva Scafatese Calcio nelle competizioni ufficiali della stagione 2009-2010.

## Rosa
| N. |                   | Ruolo | Calciatore              |
| -- | ----------------- | ----- | ----------------------- |
| -  | Italia (bandiera) | C     | Mario Ammirati          |
| -  | Italia (bandiera) | C     | Carmine Avallone        |
| -  | Italia (bandiera) | P     | Carmine Sorrentino      |
| -  | Italia (bandiera) | C     | Salvatore Basile        |
| -  | Italia (bandiera) | A     | Luca Borrelli           |
| -  | Italia (bandiera) | D     | Enrico Braca            |
| -  | Italia (bandiera) | C     | Raffaele Cerasuolo      |
| -  | Italia (bandiera) | C     | Giovanni Colella        |
| -  | Italia (bandiera) | A     | Raffaele Corsale        |
| -  | Italia (bandiera) | P     | Beniamino D'Auria       |
| -  | Italia (bandiera) | P     | Severo Di Felice        |
| -  | Italia (bandiera) | C     | Aldo De Girolamo        |
| -  | Italia (bandiera) | D     | Raffaele Del Sordo      |
| -  | Italia (bandiera) | C     | Andrea Di Candilo       |
| -  | Italia (bandiera) | C     | Luca Martone            |
| -  | Italia (bandiera) | D     | Alessandro Mastronicola |

| N. |                      | Ruolo | Calciatore         |
| -- | -------------------- | ----- | ------------------ |
| -  | Italia (bandiera)    | C     | Santo Matinella    |
| -  | Italia (bandiera)    | D     | Claudio Miale      |
| -  | Italia (bandiera)    | C     | Carmine Muro       |
| -  | Italia (bandiera)    | A     | Alessandro Napoli  |
| -  | Italia (bandiera)    | C     | Gennaro Nunziata   |
| -  | Italia (bandiera)    | D     | Michele Pagano     |
| -  | Italia (bandiera)    | A     | Marco Pepe         |
| -  | Italia (bandiera)    | D     | Marco Pepe         |
| -  | Argentina (bandiera) | A     | Luciano Pignatta   |
| -  | Italia (bandiera)    | A     | Luigi Pierantozzi  |
| -  | Italia (bandiera)    | D     | Raffaele Poziello  |
| -  | Italia (bandiera)    | A     | Mario Ramaglia     |
| -  | Italia (bandiera)    | A     | Giuseppe Sifonetti |
| -  | Italia (bandiera)    | P     | Raffaele Sorriso   |
| -  | Italia (bandiera)    | C     | Marco Urgias       |